# Мурованокуриловецька волость
Мурованокуриловецька волость — історична адміністративно-територіальна одиниця Ушицького повіту Подільської губернії з центром у містечку Муровані Курилівці.

## Склад волості
Станом на 1885 рік складалася з 20 поселень, 10 сільських громад. Населення — 9 041 осіб (4 350 чоловічої статі та 4 691 — жіночої), 1069 дворових господарства.
|                     | Площа, десятин | У тому числі орної, десятин |
| ------------------- | -------------- | --------------------------- |
| Сільських громад    | 7074           | 5229                        |
| Приватної власності | 6524           | 3710                        |
| Казенної власності  | —              | —                           |
| Іншої власності     | 333            | 295                         |
| Загалом             | 13931          | 9234                        |

Основні поселення волості:
- Муровані Курилівці — містечко при річці Жван, за 25 верст від повітового міста, 1670 осіб, 246 дворових господарств, волосне правління, православна церква, 3 єврейські молитовні будинки, школа, 5 заїжджих дворів, 3 заїжджих будинки, 16 крамниць, базар через 2 тижні. За 2 версти від містечка — цегельня і цукровий завод.
- Бахтин — колишнє власницьке село при річці Бахтинка, 764 осіб, 120 дворових господарств, православна церква, школа, заїжджий будинок.
- Бахтинок — колишнє власницьке село при річці Бахтинка, 528 осіб, 120 дворових господарств, водяний млин.
- Дерешова — колишнє власницьке село при річці Теребіж, 479 осіб, 76 дворових господарств, православна церква, заїжджий будинок, 2 водних млини.
- Житники — колишнє власницьке село при річці Батіг, 511 осіб, 83 дворових господарств, заїжджий двір.
- Новосілка — колишнє власницьке село при річці Батіг, 308 осіб, 49 дворових господарств, православна церква, заїжджий двір.
- Перекоринці — колишнє власницьке село при річці Караєць, 466 осіб, 75 дворових господарств, православна церква, заїжджий будинок.
- Петримани — колишнє власницьке село при річці Батіг, 594 осіб, 96 дворових господарств, православна церква, заїжджий будинок.
- Попове  — колишнє власницьке село при річці Посухівка, 706 осіб, 88 дворових господарств, православна церква, заїжджий будинок.
- Сказинці — колишнє власницьке село при річці Батіг, 909 осіб, 147 дворових господарств православна церква, заїжджий двір, водяний млин.

## Ліквідація волості
Друга сесія ВУЦВК VII скликання, яка відбувалася 12 квітня 1923 р., своєю постановою «Про новий адміністративно-територіальний поділ України» скасувала волості і повіти, замінивши їх районами. Після ліквідації всі населені пункти Мурованокуриловецької волості ввійшли до складу Мурованокуриловецького району.